# Carl Zimmer (Politiker)
Carl Zimmer (* 1818 in Buchau; † 1891 in Überlingen) war ein österreichischer Arzt und Politiker.

## Leben
Zimmer studierte Philosophie und Medizin und wurde zum Dr. med. promoviert. Er wurde Praktischer Arzt. Bis März 1848 war er Hofmeister und Erzieher im Hause des Grafen Kaunitz, dann im Hause des Fürsten Lobkowitz in Prag.
Im Rahmen der Märzrevolution war er von 1848 bis 1849 Teilnehmer an der deutsch-demokratischen Bewegung in Böhmen. Im April 1848 gehörte er dem Nationalausschuss für Böhmen in Prag und im November 1848 der Versammlung der deutschen Vereine in Eger an. Vom 26. Mai 1849 (für Franz Gerstner) bis zum 18. Juni 1849 vertrat er den Wahlkreis Böhmen (Kreis Pilsen, Plan) in der Frankfurter Nationalversammlung bzw. dem Rumpfparlament. Im Parlament blieb er fraktionslos und stimmte mit der Linken. Von 1848 bis 1849 war er auch Mitglied im Konstituierenden Reichstag des Kaisertums Österreich und vertrat dort die Äußerste Linke.
Im Mai 1849 wurde ein Untersuchungsverfahren wegen Teilnahme an hochverräterischen Umtrieben in Böhmen eröffnet. Diesem entzog sich Zimmer durch Flucht über Dresden nach Berlin. 1850 wurde er durch die preußischen Behörden in Berlin verhaftet und an Österreich ausgeliefert. Nach drei Jahren Untersuchungshaft in Wien wurde er 1853 durch ein Ausnahmegericht in Wien zum Tode verurteilt. Später wurde das Urteil durch Begnadigung auf fünfzehn Jahre Festungsarrest gemildert. 1857 wurde er aus der Festungshaft freigelassen und lebte seit 1857 Badearzt in Karlsbad.